# Poesia georgiana
Poesia georgiana fu il titolo di una serie di antologie che mise in evidenza l'opera di una scuola di poeti inglesi, e che fu attiva durante i primi anni di regno di Giorgio V del Regno Unito.
Edward Marsh fu il curatore generale della serie e il centro del circolo dei Poeti georgiani, tra i quali Rupert Brooke. È stato suggerito che Brooke stesso diede una mano in alcune delle scelte editoriali.
L'idea di un'antologia prese piede come uno scherzo, quando Marsh, Duncan Grant e George Mallory decisero, una sera del 1912  di pubblicare una parodia dei molti libretti di poesia che stavano comparendo a quel tempo. Dopo qualche discussione fu deciso di dar seguito all'idea molto seriamente. Marsh e Brooke contattarono il poeta e libraio Harold Monro che aveva da poco aperto The Poetry Bookshop (La libriea della poesia) in Devonshire Street, a Londra. Egli accettò di pubblicare il libro in cambio di metà dei profitti.
Dopo l'ultima antologia delle cinque previste, comparvero altre raccolte curate da John Collings Squire, probabilmente con lo scopo di sfruttarne il successo. Il successivo fato dei poeti Georgiani (inevitabilmente noti come Squirearchia) divenne quindi un aspetto del dibattito critico riguardo alla poesia modernista, contrassegnato dalla pubblicazione di The Waste Land di Thomas S. Eliot proprio nello stesso periodo (1922). I poeti georgiani divennero quasi sinonimo di conservatorismo, ma durante il periodo delle prime antologie essi considerarono sé stessi come moderni (se non modernisti) e progressivi. Le figure più importanti, in termini letterari, sarebbero oggi considerati D. H. Lawrence e Robert Graves: nessuno di loro 'tipico'.

## Poesia georgiana 1911-12(1912)
Lascelles Abercrombie - Gordon Bottomley - Rupert Brooke - Gilbert Keith Chesterton - William Henry Davies - Walter de la Mare - John Drinkwater - James Elroy Flecker - Wilfrid Wilson Gibson - D. H. Lawrence - John Masefield - Harold Monro - Thomas Sturge Moore - Ronald Ross - Edmund Beale Sargant - James Stephens - R. C. Trevelyan

## Poesia georgiana 1913-15(1915)
Lascelles Abercrombie - Gordon Bottomley - Rupert Brooke - William Henry Davies - Walter de la Mare - John Drinkwater - James Elroy Flecker - Wilfrid Wilson Gibson - Ralph Hodgson - David Herbert Lawrence - Francis Ledwidge - John Masefield - Harold Monro - James Stephens

## Poesia georgiana 1916-17(1917)
Herbert Asquith - Maurice Baring - Gordon Bottomley - William Henry Davies -  Walter de la Mare - John Drinkwater - John Freeman - Wilfrid Wilson Gibson - Robert Graves - Ralph Hodgson - John Masefield - Harold Monro - Robert Nichols - Isaac Rosenberg - Siegfried Sassoon - John Collings Squire - James Stephens - W. J. Turner

## Poesia georgiana 1918-19(1919)
Lascelles Abercrombie - Gordon Bottomley - Francis Brett Young - William Henry Davies - Walter de la Mare - John Drinkwater - John Freeman - Wilfrid Wilson Gibson - Robert Graves - D. H. Lawrence - Harold Monro - Thomas Moult - Robert Nichols - J. D. C. Pellow - Siegfried Sassoon - Edward Shanks - Fredegond Shove - J. C. Squire - W. J. Turner

## Poesia georgiana 1920-22(1922)
Lascelles Abercrombie - Martin Armstrong - Edmund Blunden - Francis Brett Young - William Henry Davies - Walter de la Mare - John Drinkwater - John Freeman - Wilfrid Wilson Gibson - Robert Graves - Richard Hughes - William Kerr - D. H. Lawrence - Harold Monro - Robert Nichols - J. D. C. Pellow - Frank Prewett - Peter Quennell - Vita Sackville-West - Edward Shanks - J. C. Squire

### Online su Project Gutenberg
- Georgian Poetry 1911-12, su gutenberg.org.
- Georgian Poetry 1913-15, su gutenberg.org.
- Georgian Poetry 1916-17, su gutenberg.org.
- Georgian Poetry 1918-19, su gutenberg.org.
- Georgian Poetry 1920-22, su gutenberg.org.